# François Ponsard

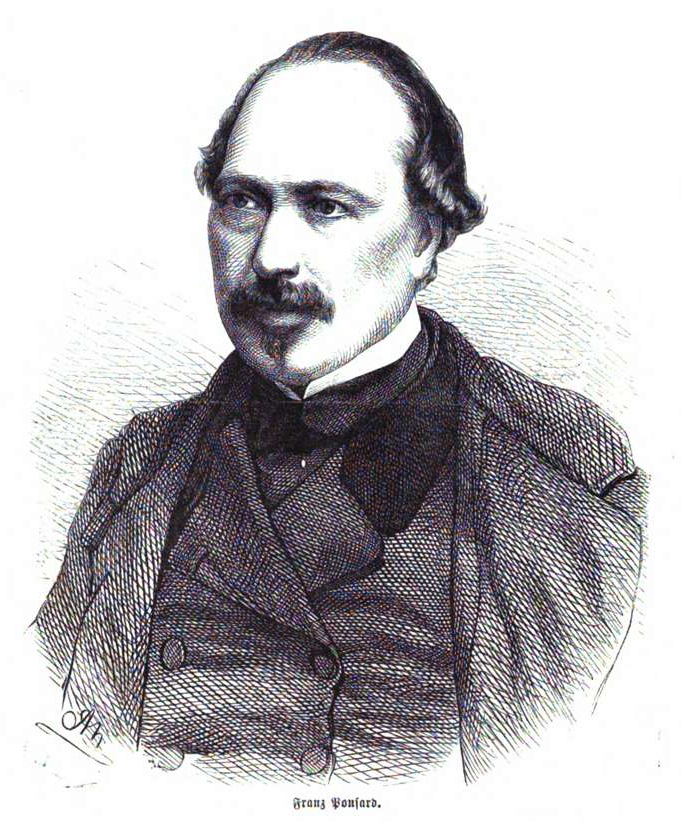
François Ponsard. Grafik von Adolf Neumann.

François Ponsard (* 1. Juni 1814 in Vienne (Département Isère); † 7. Juli 1867 in Paris) war ein französischer Dramatiker.

## Leben und Werk
François Ponsard war Sohn eines Anwalts und für eine juristische Laufbahn bestimmt. Er widmete sich in Paris dem Studium der Rechte, woraufhin er sich in seiner Heimatstadt Vienne als Advokat niederließ. Mehr begeisterte er sich aber für die Dichtkunst und übersetzte 1837 das vom englischen Dichter Lord Byron stammende Werk Manfred (1817) ins Französische. Großen Ruhm heimste er mit seinem antiromantischen, dem damaligen Zeitgeist entsprechenden fünfaktigen Drama Lucrèce ein, das am 22. April 1843 im Odéon zu Paris uraufgeführt wurde. Die damals bedeutende Tragödin Rachel trug viel zu Ponsards großem Erfolg bei. Das zur gleichen Zeit aktuelle Versdrama Les burgraves von Victor Hugo fand hingegen beim Publikum weniger Anklang. 1845 erhielt Ponsard für seine Tragödie, „die sich dem Trend der Romantik entgegenstellte“, von der Académie française einen Preis verliehen. Der Autor griff in dem Werk einen Stoff der altrömischen Sage auf: Nachdem die sittsame Lucretia von Sextus Tarquinius vergewaltigt worden ist, will sie – weniger wegen der Schändung an sich, sondern wegen deren gesellschaftlicher Bewertung – Selbstmord begehen.
Die späteren Werke Ponsards stießen auf geringere Beachtung. Nach dem 1847 verfassten Drama Agnès de Méranie schrieb er 1850 das sich wieder der Romantik nähernde Trauerspiel Charlotte Corday. Dieses Werk über Marats  Mörderin war wohl durch Lamartines Histoire des Girondins (1847) angeregt worden. Auf die ebenfalls 1850 entstandene Komödie Horace et Lydie folgte 1852 die klassische Tragödie Ulysse. Relativ erfolgreich war Ponsards Lustspiel L’honneur et l’argent (1853), in dem er die Gier nach Geld und Ehrenstellen anprangerte. Von gleicher Tendenz war die satirische Komödie La bourse (1856).
Ohne großen Enthusiasmus fand Ponsard sich mit der Ära des Zweiten Kaiserreichs ab und erhielt im Februar 1852 eine Stelle als Bibliothekar des Senats, die er indessen bereits im April 1852 wieder aufgab. 1855 wurde er in die Académie française aufgenommen.
In seinen letzten beiden Lebensjahren schrieb der bereits schwer kranke Schriftsteller noch zwei Dramen: 1866 entwarf er in Le lion amoureux ein getreues Sittenbild der zur Zeit des Direktoriums herrschenden Zustände, Anfang 1867 schrieb er die von den Klerikalen scharf abgelehnte und zunächst verbotene Tragödie Galilée. Im gleichen Jahr starb er in Paris im Alter von 53 Jahren. In seiner Heimatstadt Vienne wurde ihm 1872 ein Denkmal errichtet.

## Werke
- Lucrèce (1843)

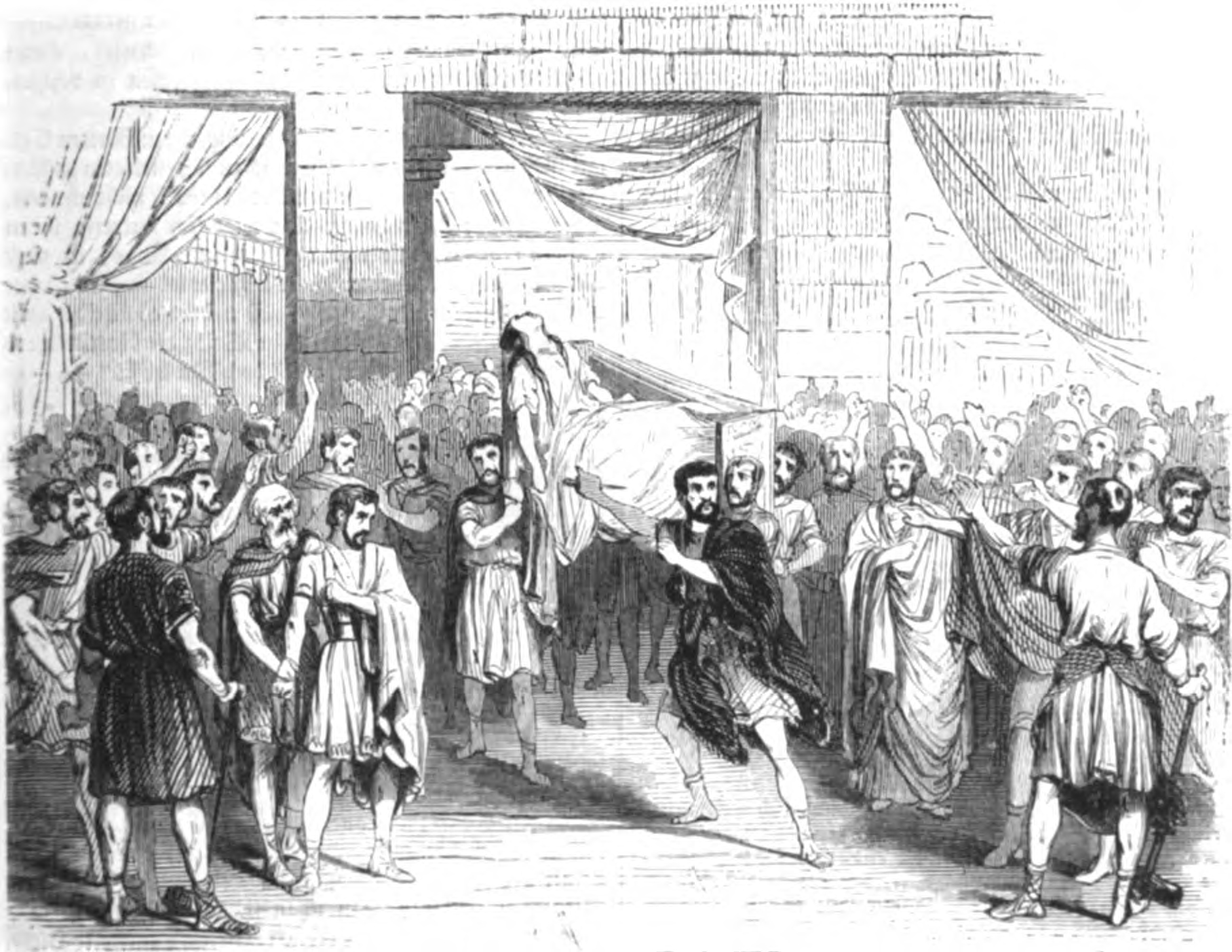
Drama Lucrèce von F. Ponsard, Schlussszene, 1843

  - dt.: Lukretia. Trauerspiel in fünf Akten. Übersetzt von Ernst Anton Zündt, München 1843 (Digitalisat bei Google Books)
- Agnès de Méranie (1847)
- Charlotte Corday (1850; deutsch 1880)
- Horace et Lydie (1850; deutsch 1885)
- Ulysse (1852; deutsch 1853)
- L’honneur et l’argent (1853; deutsch 1853)
- La bourse (1856)
- Le lion amoureux (1866; deutsch 1874)
- Galilée (1867)
  - Galilei. Schauspiel in drei Acten. Deutsch in metrischer Uebertragung von Ernst Anton Zündt
  - Galilei. Schauspiel in drei Aufzügen. Übersetzt aus dem Französischen von Fr. August Reitzel

## Gesamtausgabe
- Œuvres complètes (3 Bände, Paris 1875–1876)